# Micrurus sangilensis
Micrurus sangilensis este o specie de șerpi din genul Micrurus, familia Elapidae, descrisă de Niceforo Maria în anul 1942. Conform Catalogue of Life specia Micrurus sangilensis nu are subspecii cunoscute.